# Bell bottom
Met bell bottom (ook wel flares genoemd) wordt een broekstijl aangeduid waarbij de broek vanaf de knieën wijd uitloopt; hierbij lijkt de vorm van een klok (en=bell) te ontstaan.

## Geschiedenis

### Het begin: Marinekleding

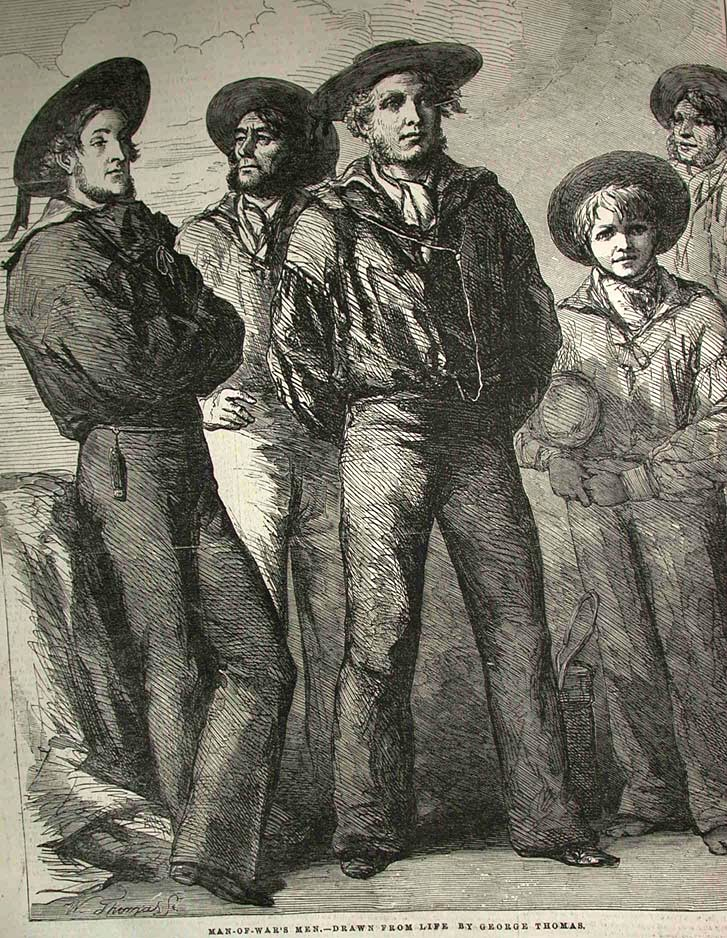
Afbeelding van matrozen in hun uniform, 1854.

In de eerste veertig jaar van haar bestaan, tot 1817, kent de Amerikaanse marine geen officieel uniform. Tóch lijken de matrozen op elkaar. Voor elke lange reis neemt het schip een voorraad kleding mee: allemaal van hetzelfde ontwerp. De meeste kleren die de mannen dragen, kopen ze aan boord en worden op hun loon ingehouden. Komt een schip na een lange reis terug, dan dragen de mannen bij aankomst allemaal zo goed als dezelfde kleding. Omdat elk schip zijn eigen inkoop doet, zien de matrozen er per schip verschillend uit. Begin negentiende eeuw worden er bell bottoms gesignaleerd op de fregatten United States en Macedonia. In 1813 vermeldt de marine-officier Stephen Decatur dat deze matrozen canvas hoeden dragen met stijve rand en linten, blauwe jassen over hun vesten en blauwe broeken in de vorm van bellen.

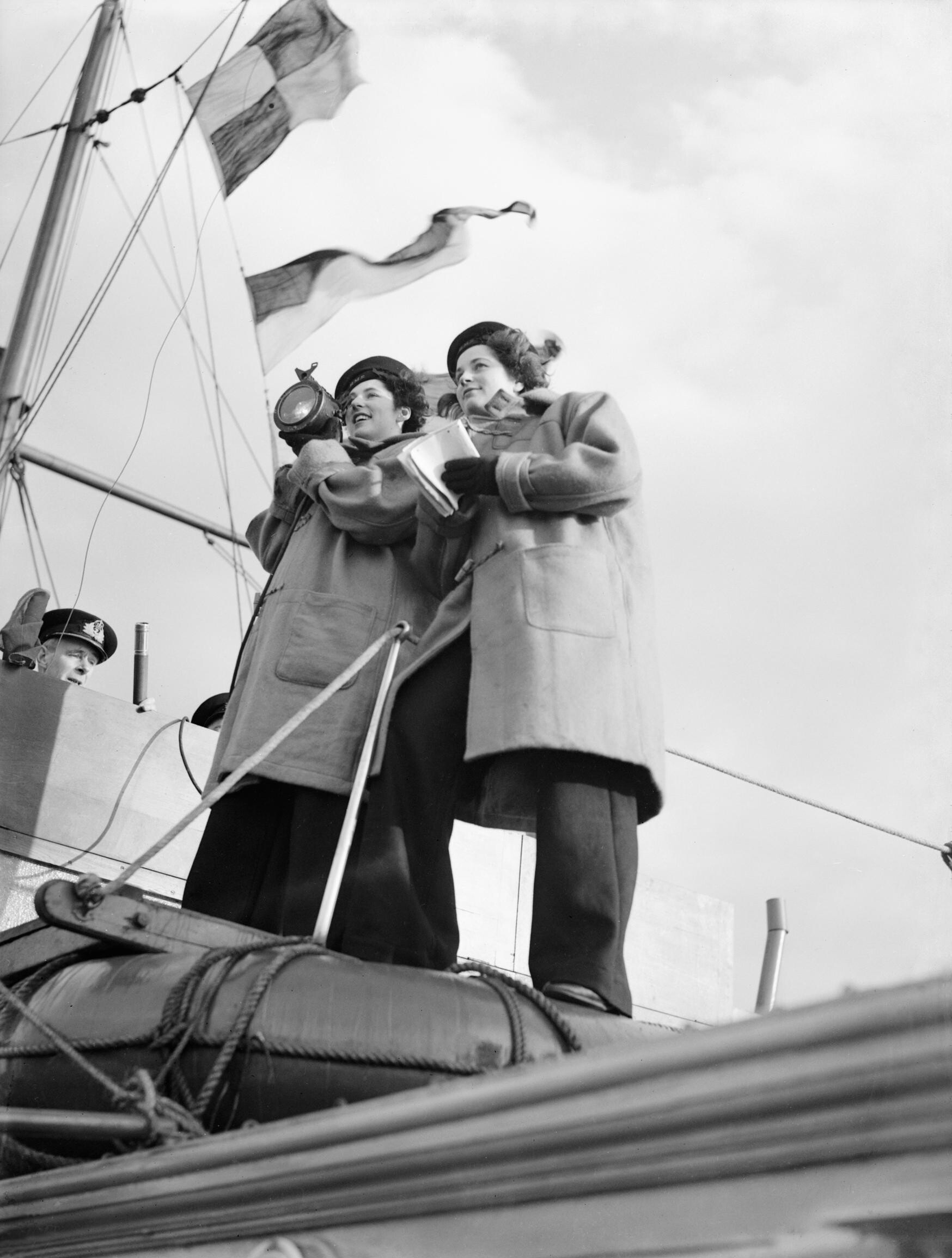
Belbroeken dragende vrouwen van de Women's Royal Naval Service tijdens WOII.

In 1817 besluit marinebaas Crowninshield dat de matrozen die het dek moeten wassen dit blootsvoets moeten doen en met hun broeken opgerold. Hieruit komt de theorie voort dat de bell bottom om deze reden werd geïntroduceerd, aangezien flared pijpen nu eenmaal makkelijker op te rollen zijn. Als andere redenen voor de introductie van de bell bottom in de marine wordt wel genoemd dat ze makkelijker uit te schoppen zijn in het water of dat de flares de voeten van de matrozen, die vaak geen schoenen droegen, beschermen. Maar geen enkele verklaring is sluitend. Ze lijken eerder gewoon geïnspireerd op algemene achttiende-eeuwse werkkleding. De belbroeken zijn misschien ook gewoon een hippe versie van de pantalon waarmee de matroos zich goed kan onderscheiden van de niet-zeevarende burgers.
Tegen het einde van de negentiende eeuw kent bijna elke marine in de wereld de bell bottom als onderdeel van het uniform. De marinetrend wordt in deze tijd ook door jongeren overgenomen: zij dragen een platte pet, een trui met een stropdas en een bell bottom.

### Jaren zestig en zeventig

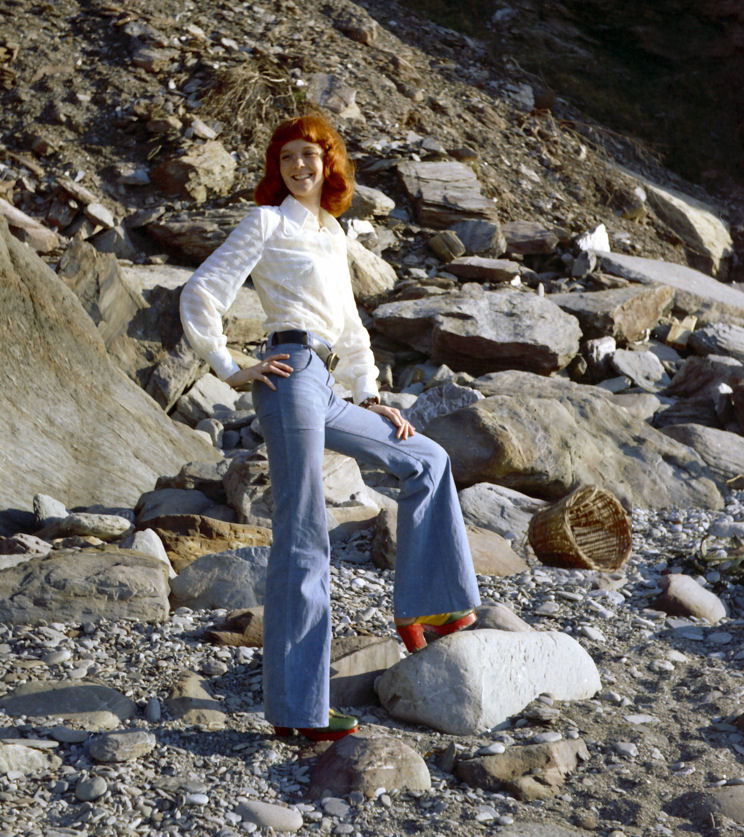
Een bell-bottom.

Halverwege de jaren zestig van de twintigste eeuw raakt de bell bottom in de mode in Europa en Noord-Amerika voor zowel vrouwen als mannen. De bell bottoms doen hun intrede als jongeren, in een afwijzing van dure kleding, marinebroeken aanschaffen in tweedehands- en dumpwinkels. Het dragen van oude militaire uniformen, versierd met bloemen en vredessymbolen, heeft extra aantrekkingskracht op de jongeren binnen de anti-oorlogshippiebeweging. Ook passen de bell bottoms goed in de nieuwe uniseks-kledingstijl. De broeken worden gemaakt van denim, kleurig katoen of satijnpolyester. Door hun populariteit zijn ze een symbool van het hippietijdperk geworden. Extra wijde flares worden ook wel elephant bells (=olifantenbellen) genoemd.
In het nummer "Bell Bottom Blues" (1970) van de blues-rockgroep Derek and the Dominos wordt verwezen naar bell bottoms.

### Jaren negentig en verder
In 1996 komt de bell bottom terug in de mode, zij het in aangepaste versie, namelijk in de (stuk) minder wijd uitlopende boot cut-stijl. In 2006 wordt de boot cut vervangen door een nieuwe trend: de skinny jeans.